# Liste des pays ayant le français pour langue officielle

Régions où le français est la langue maternelle
Régions où le français est une langue officielle
Régions où le français est une langue seconde
Régions où le français est une langue minoritaire

De nombreux pays ont  le français pour langue officielle, ainsi que de territoires divers et de plusieurs institutions. En plus de la France et des régions francophones limitrophes (notamment en Belgique romane et en Suisse romande), d’où la langue est originaire, il s’agit pour la plupart d’anciennes colonies ou d’anciens protectorats français ou belges.
Le statut du français comme langue officielle d'un pays n'est pas nécessairement en rapport avec le nombre de locuteurs de ce pays. C'est particulièrement vrai pour beaucoup de pays africains.

Drapeau de l'Organisation Internationale de la Francophonie.

## Histoire

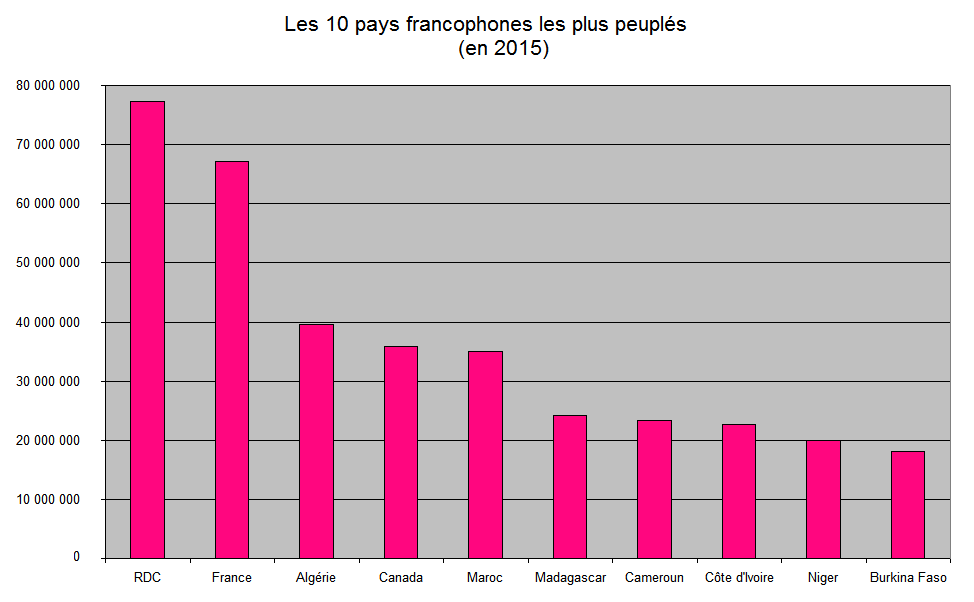
Les 10 pays francophones les plus peuplés en 2015. Note : l'Algérie et le Maroc n'ont pas le français comme langue officielle.

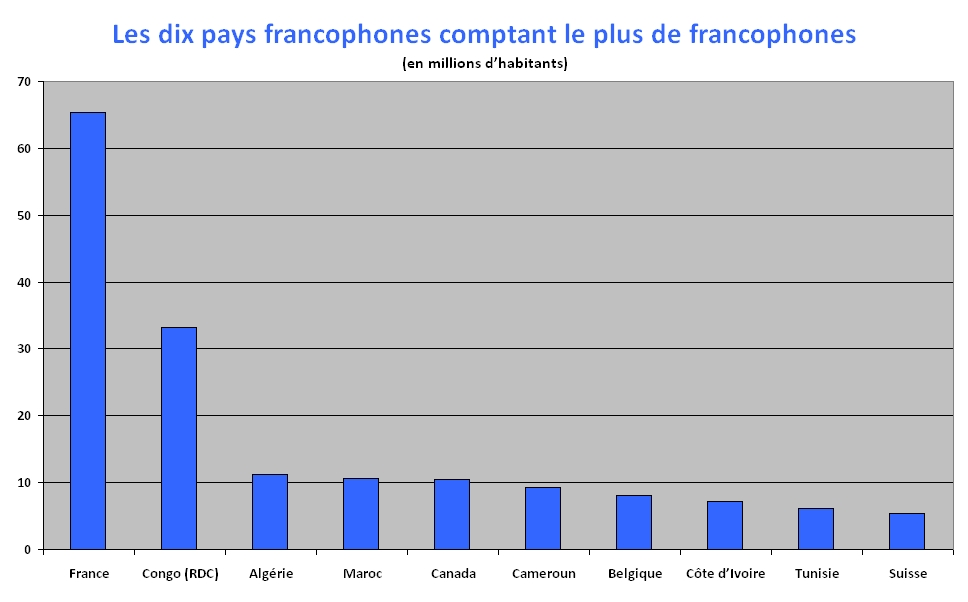
Les dix pays francophones comptant le plus de francophones en 2015 selon les estimations de l'OIF.

Il convient de distinguer deux cas de figure :
- Les pays où le français est la langue officielle unique. Il peut alors s'agir de la langue maternelle de la population comme en France ou d'une langue apprise majeure qui joue souvent le rôle de langue véhiculaire dans des États divisés sur le plan linguistique comme au Congo-Kinshasa ou en Côte d'Ivoire.
- Les pays où le français est une langue officielle parmi d'autres. Il peut alors s'agir de la langue maternelle d'une partie de la population, comme en Belgique, en Suisse ou au Canada, d'une langue apprise par une part importante de la population, comme au Cameroun ou aux Seychelles, ou même d'une langue reconnue officiellement pour des raisons historiques ou politiques, mais pratiquée seulement par une très faible proportion de la population, comme au Vanuatu ou aux Comores.

Dans de nombreux pays officiellement francophones, en particulier en Afrique francophone, une grande partie de la population ne maîtrise en fait pas du tout ou que très peu le français, et fait usage au quotidien de langues nationales qui n'ont néanmoins pas toujours le statut de langues officielles.

### Situation actuelle
La population totale des pays ayant le français pour langue officielle (444 millions) ou couramment utilisée mais pas officielle (98 millions) est de 542 millions d'habitants en 2016, ce qui représente le 4e espace linguistique au monde après l'anglais, le chinois (mandarin) et le hindi, et devant ceux de l'espagnol, de l'arabe et du portugais. Parmi ces 542 millions d'habitants, 223 millions sont francophones, soit 41 % de la population. Entre 2015 et 2016, la population des pays ayant le français pour langue officielle ou co-officielle progresse de + 2,2 %, soit de 10 millions d'habitants, passant de 434 à 444 millions d'habitants.

### Projection
En 2050, selon les projections de l'ONU établies et révisées en 2015, l'espace francophone devrait représenter 1,1 milliard d'habitants, soit toujours le 4e espace linguistique après les mêmes sus-cités, sauf si le hindi ne représente toujours que 41 % de la population de l'Inde, comme en 2001 (544 millions en 2016 (+ 6 millions entre 2015 et 2016, soit + 1,2 %) au taux de 2001 de 41,03 %, contre 542 millions pour le français en 2016 (+ 11 millions entre 2015 et 2016, soit + 2,1 %), voire jusqu'à 62 % en 2050 (égalité dans ce cas) ; à moins de ne considérer l'espace linguistique du hindi à 100 % de l'Inde (le but à terme de l’État indien).

## Usage officiel seul

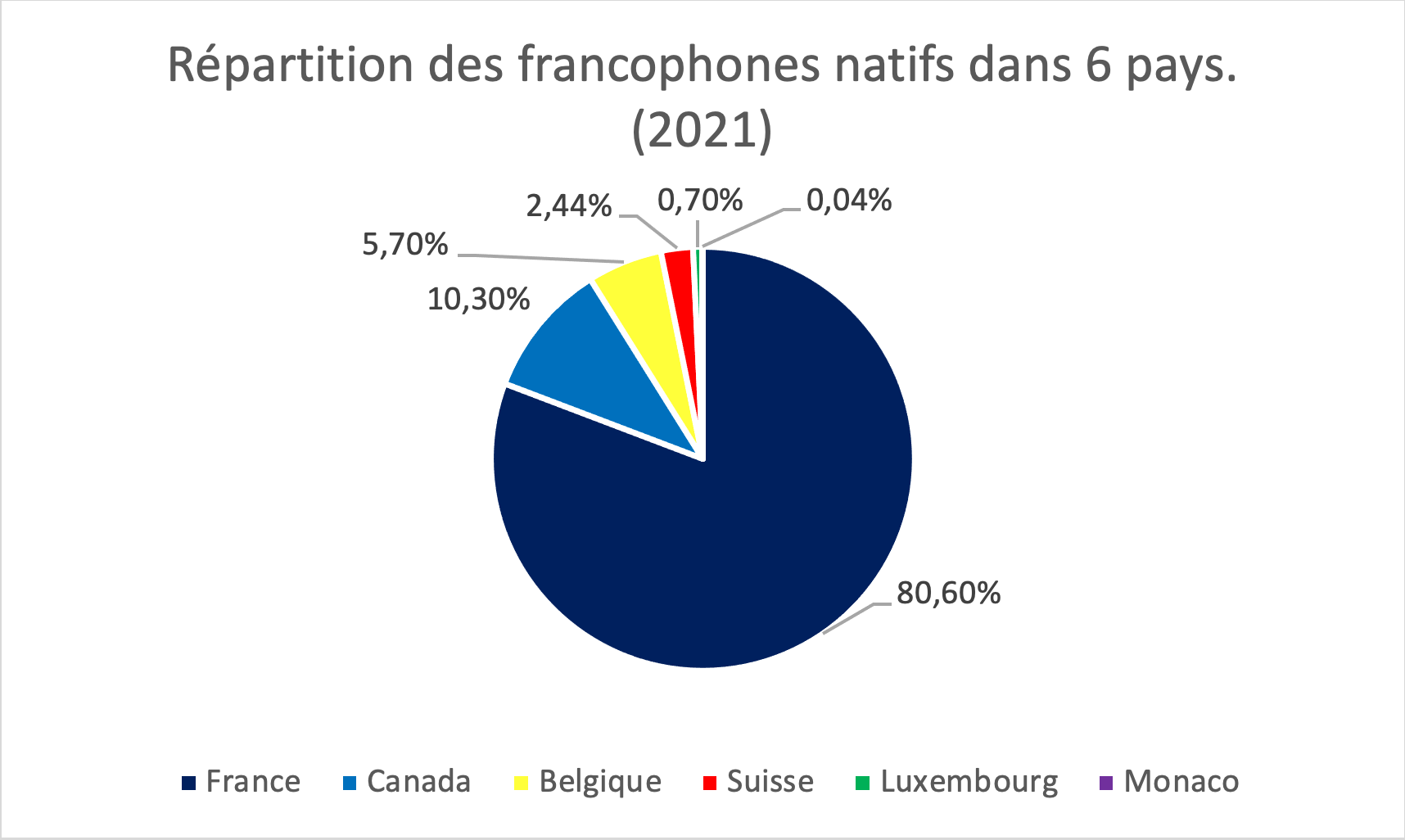
Répartition des francophones natifs en France, Canada, Belgique, Suisse, Luxembourg et Monaco, en 2021.

### États

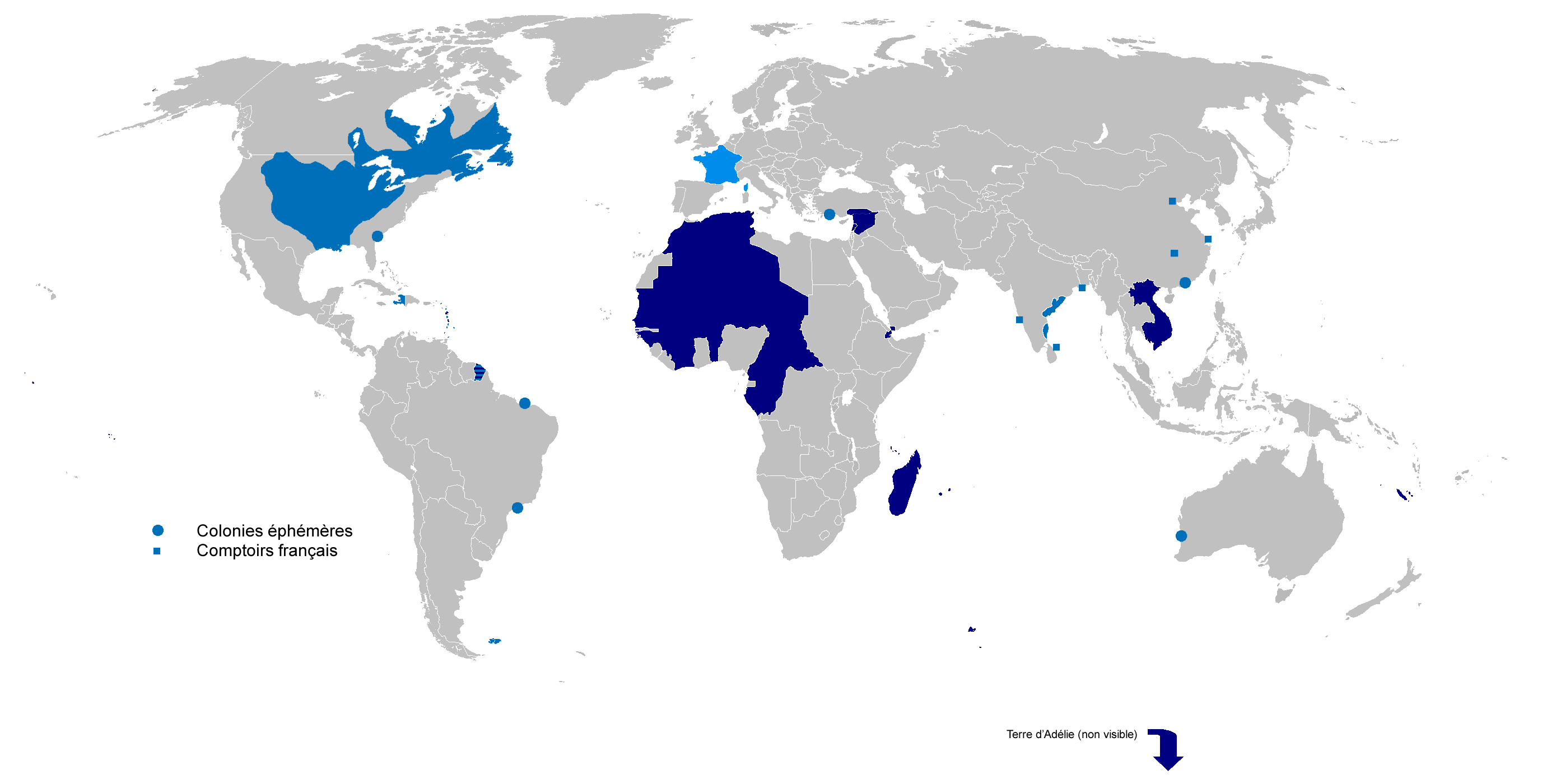
Répartition des deux anciens Empires coloniaux français.

- Bénin[1]
- République du Congo[2]
- République démocratique du Congo[3], pays francophone le plus peuplé
- Côte d'Ivoire[4]
- France (métropole et outre-mer)[5]
- Gabon[6]
- Guinée[7]
- Monaco[8]
- Sénégal[9]
- Togo[10]

### Seule langue dans une subdivision d'État multilingue
- Communauté française[11]
- Genève[12]
- Jura[13]
- Neuchâtel[14]
- Québec[15]
- Vaud[16]

## Usage co-officiel

### États
Dans de nombreux pays le français est d'usage co-officiel, à côté d'une ou plusieurs autres langues.
Liste des pays dont le français est d'usage co-officiel :

Pays ayant le français comme langue officielle (en bleu foncé) ou coofficielle (en bleu clair), en 2024.

- Belgique[17]
- Burundi[18],[19]
- Cameroun[20]
- Canada[21]
- République centrafricaine[22]
- Comores[23]
- Djibouti[24]
- Guinée équatoriale[25]
- Haïti[26]
- Luxembourg[27]
- Madagascar[28]
- Rwanda[29]
- Seychelles[30]
- Suisse[31]
- Tchad[32]
- Vanuatu[33]

### Entités non souveraines
- Berne[34]
- Fribourg[35]
- Jersey[36]
- Nouveau-Brunswick[37]
- Nunavut[38]
- Pondichéry ( Inde)[39]
- Région de Bruxelles-Capitale[40]
- Territoires du Nord-Ouest[41]
- Valais[42]
- Vallée d'Aoste[43]
- Yukon[44]
- Wallonie[40]

## Usage administratif
Liste des pays et entités qui accordent certains droits constitutionnels à la langue française :
- Burkina Faso (auparavant langue officielle, devenue « langue de travail » depuis la modification de la Constitution en décembre 2023)[45]
- Liban[46]
- Maurice[47]
- Vatican (Le français est la langue officielle pour la diplomatie[48].)

## Usage répandu mais non officiel
Le français reste une langue courante dans de nombreuses régions du monde qui furent autrefois colonisées par la France ou qui se trouvent à proximité de régions francophones.

### États
- Algérie
- Andorre
- Cambodge
- Laos
- Maroc
- Mauritanie
- Mali[N 1]
- Niger[50]
- Tunisie

### Entités non souveraines
- Amapá
- Cabinda
- Province de Gérone - Llívia
- Louisiane
- Maine
- Sarre

## Organisations internationales

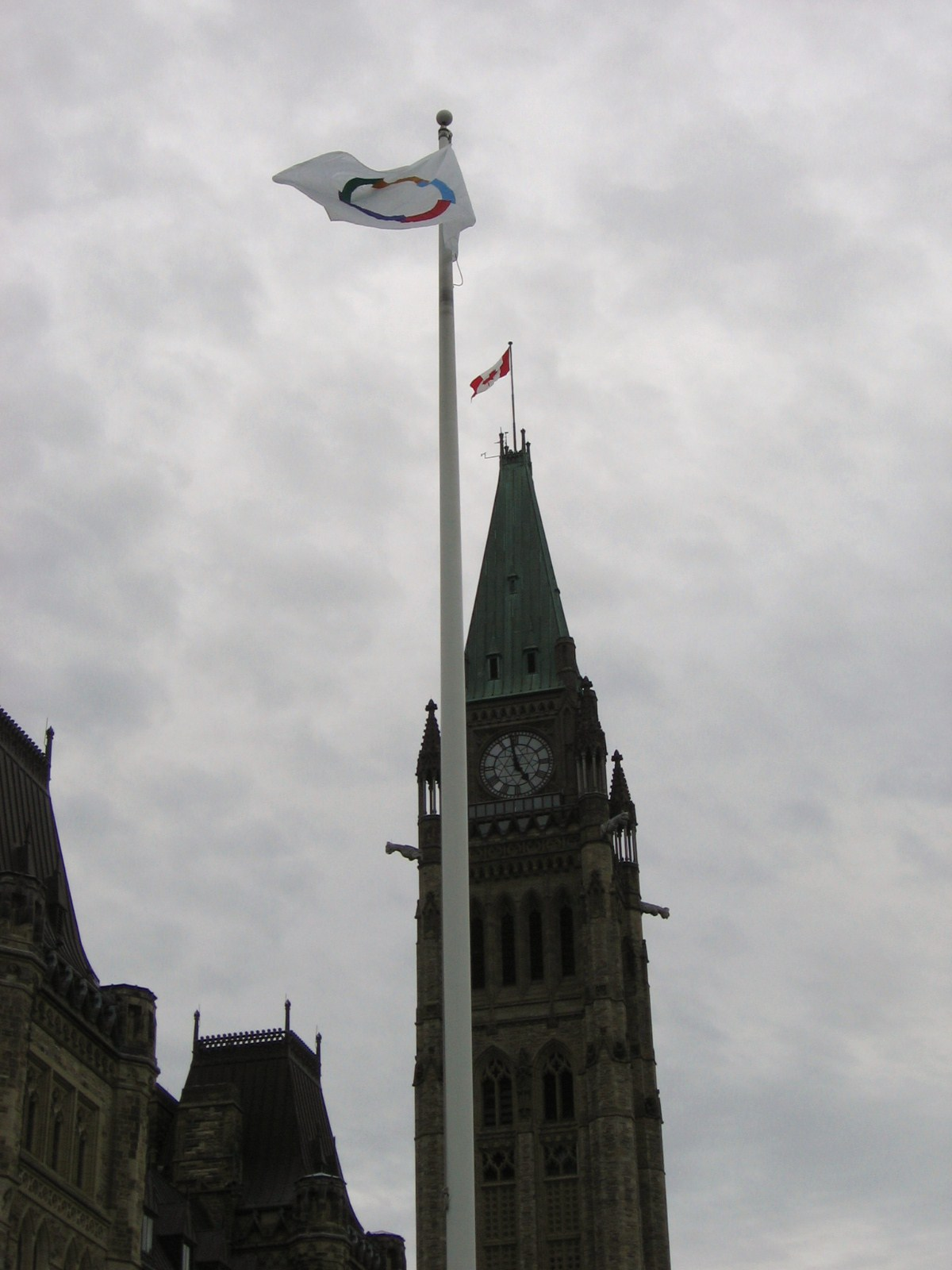
Le drapeau de la Francophonie flottant au Parlement du Canada à Ottawa.

De nombreuses organisations internationales disposent du français comme la ou l'une de leurs langues officielles en raison de leur localisation parfois dans des pays francophones ou bien grâce à l'importance dont bénéficie le français sur la scène internationale depuis plusieurs siècles.

## Populations des pays francophones
La liste ci-dessous indique les États et territoires ayant le français comme langue officielle, de jure.
Une seconde liste comprend également des territoires n’ayant pas le statut de pays indépendant.
|    | Pays                               | Capitale             | Continent        | Population (est. 2022) | Francophones (est. 2022) | %    |
| -- | ---------------------------------- | -------------------- | ---------------- | ---------------------- | ------------------------ | ---- |
| 1  | Congo (RDC)                        | Kinshasa             | Afrique          | 95 241 000             | 48 925 000               | 51 % |
| 2  | France                             | Paris                | Europe           | 68 508 000             | 66 394 000               | 97 % |
| 3  | Canada                             | Ottawa               | Amérique du Nord | 38 694 000             | 11 061 000               | 29 % |
| 4  | Madagascar                         | Antananarivo         | Afrique          | 29 178 000             | 7 729 000                | 26 % |
| 5  | Cameroun                           | Yaoundé              | Afrique          | 27 912 000             | 11 491 000               | 41 % |
| 6  | Côte d'Ivoire                      | Yamoussoukro/Abidjan | Afrique          | 27 742 000             | 9 325 000                | 34 % |
| 7  | Niger                              | Niamey               | Afrique          | 26 084 000             | 3 363 000                | 13 % |
| 8  | Sénégal                            | Dakar                | Afrique          | 17 654 000             | 4 640 000                | 26 % |
| 9  | Tchad                              | N'Djaména            | Afrique          | 17 414 000             | 2 249 000                | 13 % |
| 10 | Guinée                             | Conakry              | Afrique          | 13 866 000             | 3 777 000                | 27 % |
| 11 | Rwanda                             | Kigali               | Afrique          | 13 600 000             | 793 000                  | 6 %  |
| 12 | Bénin                              | Porto-Novo/Cotonou   | Afrique          | 12 785 000             | 4 306 000                | 34 % |
| 13 | Burundi                            | Gitega/Bujumbura     | Afrique          | 12 625 000             | 1 074 000                | 9 %  |
| 14 | Haïti                              | Port-au-Prince       | Amérique du Nord | 11 680 000             | 4 906 000                | 42 % |
| 15 | Belgique                           | Bruxelles            | Europe           | 11 668 000             | 8 815 000                | 76 % |
| 16 | Suisse                             | Berne                | Europe           | 8 774 000              | 5 889 000                | 67 % |
| 17 | Togo                               | Lomé                 | Afrique          | 8 681 000              | 3 554 000                | 41 % |
| 18 | Congo (RC)                         | Brazzaville          | Afrique          | 5 798 000              | 3 518 000                | 61 % |
| 19 | République centrafricaine          | Bangui               | Afrique          | 5 017 000              | 1 435 000                | 29 % |
| 20 | Gabon                              | Libreville           | Afrique          | 2 332 000              | 1 519 000                | 65 % |
| 21 | Guinée équatoriale                 | Malabo               | Afrique          | 1 497 000              | 433 000                  | 29 % |
| 22 | Djibouti                           | Djibouti             | Afrique          | 1 016 000              | 508 000                  | 50 % |
| 23 | Comores                            | Moroni               | Afrique          | 907 000                | 237 000                  | 29 % |
| 24 | Luxembourg                         | Luxembourg           | Europe           | 642 000                | 591 000                  | 92 % |
| 25 | Vanuatu                            | Port-Vila            | Océanie          | 322 000                | 100 000                  | 31 % |
| 26 | Seychelles                         | Victoria             | Afrique          | 99 000                 | 53 000                   | 54 % |
| 27 | Monaco                             | Monaco               | Europe           | 40 000                 | 39 000                   | 98 % |
|    | Total                              |                      |                  | 459 776 000            | 193 209 000              | 42 % |
|    | Entités dépendantes non françaises |                      |                  | 226 074                |                          |      |
|    | Total États et entités             |                      |                  | 460 002 074            |                          |      |

### Entités dépendantes
|    | Entité                                                    | Statut                                | Continent            | Population 2022 | Francophones, | %     |
| -- | --------------------------------------------------------- | ------------------------------------- | -------------------- | --------------- | ------------- | ----- |
| 1  | Québec                                                    | Province du Canada                    | Amérique du Nord     | 8 595 000       | 8 021 000     | 93 %  |
| 2  | Communauté française de Belgique                          | Communauté de Belgique                | Europe               | 4 667 000       | 4 573 000     | 98 %  |
| 3  | La Réunion                                                | Département et région d'outre-mer     | Afrique              | 908 000         | 799 000       | 88 %  |
| 4  | Nouveau-Brunswick                                         | Province du Canada                    | Amérique du Nord     | 781 000         | 327 000       | 42 %  |
| 5  | Guadeloupe                                                | Département et région d'outre-mer     | Amérique centrale    | 400 000         | 336 000       | 84 %  |
| 6  | Martinique                                                | Département et région d'outre-mer     | Amérique centrale    | 374 000         | 303 000       | 79 %  |
| 7  | Guyane                                                    | Département et région d'outre-mer     | Amérique du Sud      | 314 000         | 195 000       | 62 %  |
| 8  | Nouvelle-Calédonie                                        | Collectivité sui generis              | Océanie              | 291 000         | 288 000       | 99 %  |
| 9  | Mayotte                                                   | Département et région d'outre-mer     | Afrique              | 286 000         | 180 000       | 63 %  |
| 10 | Polynésie française                                       | Collectivité d'outre-mer              | Océanie              | 284 000         | 278 000       | 98 %  |
| 11 | Vallée d'Aoste                                            | Région autonome d'Italie              | Europe               | 122 807         | 14 760        | 12 %  |
| 12 | Jersey                                                    | Dépendance de la Couronne britannique | Europe               | 103 267         | 1 260         | 1 %   |
| 13 | Saint-Martin                                              | Collectivité d'outre-mer              | Amérique centrale    | 40 000          | 33 000        | 83 %  |
| 14 | Wallis-et-Futuna                                          | Collectivité d'outre-mer              | Océanie              | 11 000          | 9 000         | 82 %  |
| 15 | Saint-Barthélemy                                          | Collectivité d'outre-mer              | Amérique centrale    | 10 000          | 8 000         | 80 %  |
| 16 | Saint-Pierre-et-Miquelon                                  | Collectivité d'outre-mer              | Amérique du Nord     | 6 000           | 6 000         | 100 % |
| 17 | Terres australes et antarctiques françaises               | Collectivité d'outre-mer              | Afrique, Antarctique | 196             |               |       |
| 18 | Clipperton                                                | Collectivité d'outre-mer              | Amérique du Nord     | 0               |               |       |
|    | Total des entités dépendantes                             |                                       |                      | 17 193 270      | 15 372 020    | 89 %  |
|    | dont total des entités dépendantes françaises (Outre-Mer) |                                       |                      | 2 924 196       | 2 435 000     | 83 %  |
|    | dont total des entités dépendantes non françaises         |                                       |                      | 14 269 074      | 12 937 020    | 91 %  |

## Autres États avec au moins 1 francophone sur 5

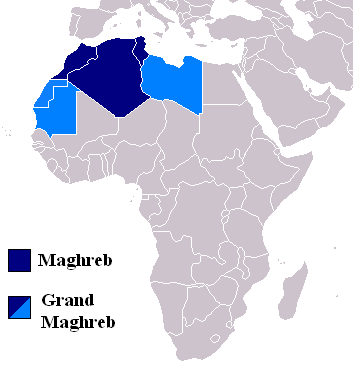
Localisation du Maghreb (le français est la langue secondaire dans tous les pays du Grand Maghreb excepté en Libye).

|    | Pays                 | Continent | Population (est. OIF 2022) | Francophones (est. OIF 2022) | %    |
| -- | -------------------- | --------- | -------------------------- | ---------------------------- | ---- |
| 1  | Algérie              | Afrique   | 45 350 000                 | 19 987 862                   | 33 % |
| 2  | Maroc                | Afrique   | 37 773 000                 | 18 457 000                   | 36 % |
| 3  | Italie               | Europe    | 60 263 000                 | 11 797 000                   | 20 % |
| 4  | Tunisie              | Afrique   | 12 047 000                 | 6 321 000                    | 52 % |
| 5  | Burkina Faso         | Afrique   | 22 103 000                 | 5 404 000                    | 24 % |
| 6  | Portugal             | Europe    | 10 141 000                 | 2 547 000                    | 25 % |
| 7  | Liban                | Asie      | 6 685 000                  | 2 540 000                    | 38 % |
| 8  | Maurice              | Afrique   | 1 275 000                  | 926 000                      | 73 % |
| 9  | Gambie               | Afrique   | 2 558 000                  | 512 000                      | 20 % |
| 10 | Andorre              | Europe    | 77 000                     | 54 000                       | 70 % |
| 11 | Sao Tomé-et-Principe | Afrique   | 228 000                    | 46 000                       | 20 % |